# Midas Island
Midas Island (in Argentinien Isla José Hernández, in Chile Isla Bofill) ist eine Insel vor der Danco-Küste des Grahamlands im Norden der Antarktischen Halbinsel. In der Hughes Bay liegt sie nordwestlich der Apéndice-Insel.
Teilnehmer der Belgica-Expedition (1897–1899) unter der Leitung des belgischen Polarforschers Adrien de Gerlache de Gomery entdeckten sie und beschrieben sie als eine Insel mit zwei Gipfeln „wie die Ohren eines Esels“. Diese Beschreibung griff das UK Antarctic Place-Names Committee 1960 bei der Benennung auf. Namensgeber ist Midas, König von Phrygien aus der griechischen Mythologie, dem der Gott Apollon die Ohren zu zwei Eselsohren lang zog. Namensgeber der argentinischen Benennung ist der argentinische Dichter José Hernández (1834–1886). In Chile ist die Insel nach Leutnant Luis Bofill de Caso benannt, Ingenieur auf der Yelcho bei der 15. Chilenischen Antarktisexpedition (1960–1961).